# Championnat de Corée du Sud de football 1990
Navigation
Saison précédente Saison suivante
La saison 1990 du Championnat de Corée du Sud de football était la 8e édition de la première division sud-coréenne à poule unique, la K-League. Six clubs prennent part au championnat qui prend la forme d'une poule unique où toutes les équipes se rencontrent six fois au cours de la saison. Il n'y a pas de club relégué en fin de saison, au vu du trop faible nombre de formations engagées dans la compétition.
C'est le club des Lucky-Goldstar Hwangso qui remporte le titre de champion de Corée du Sud en terminant en tête du classement final, avec 4 points d'avance sur les Daewoo Royals. C'est le 2e titre de l'histoire du club. Le tenant du titre, les Yukong Kokkiri, ne termine qu'à la 4e place, à 11 points des Lucky-Goldstar.

## Les 6 clubs participants
| - Yukong Kokkiri - Daewoo Royals - Hyundai Horang-i - Ilhwa Chunma - Lucky-Goldstar Hwangso - POSCO Dolphins |

## Compétition
Le barème de points servant à établir le classement se décompose ainsi :
- Victoire : 2 points
- Match nul : 1 points
- Défaite : 0 point

### Classement
| Rang | Équipe                 | Pts | J  | G  | N  | P  | Bp | Bc | Diff |
| ---- | ---------------------- | --- | -- | -- | -- | -- | -- | -- | ---- |
| 1    | Lucky-Goldstar Hwangso | 39  | 30 | 14 | 11 | 5  | 40 | 25 | +15  |
| 2    | Daewoo Royals          | 35  | 30 | 12 | 11 | 7  | 30 | 25 | +5   |
| 3    | POSCO Atoms            | 28  | 30 | 9  | 10 | 11 | 29 | 28 | +1   |
| 4    | Yukong Kokkiri T       | 28  | 30 | 8  | 12 | 10 | 27 | 30 | -3   |
| 5    | Hyundai Horang-i       | 26  | 30 | 6  | 14 | 10 | 32 | 38 | -6   |
| 6    | Ilhwa Chunma           | 24  | 30 | 7  | 10 | 13 | 28 | 40 | -12  |

|  | Champion de Corée du Sud 1990 |
|  | T Tenant du titre             |

## Bilan de la saison
| Championnat de Corée du Sud de football 1990 |                                   |
| Champion                                     | Lucky-Goldstar Hwangso (2e titre) |
| Coupes et trophées                           |                                   |
| Vainqueur de la Coupe de Corée du Sud 1990   | Non disputée                      |
| Promotions et relégations                    |                                   |
| Promus en K-League                           | Aucun                             |
| Relégués en K2-League                        | Aucun                             |